# Liste von Sakralbauten in Duisburg
Die Liste von Sakralbauten in Duisburg umfasst Gotteshäuser in Trägerschaft der christlichen Konfessionen und anderer religiöser Gemeinschaften.

## Römisch-Katholische Sakralbauten
Die Pfarreien und Gemeinden, die 1958 bereits zur Stadt Duisburg gehörten, sind dem Bistum Essen zugeschlagen worden. Die Pfarreien, deren Gebiet erst später eingemeindet wurde, gehören immer noch zum Bistum Münster.
Finanzielle Probleme zwingen die Träger insbesondere im Ruhrbistum zur Kirchenschließung. Von den katholischen Kirchen wurden bereits einige entwidmet und dann sogar abgerissen. Das Bistum Essen führt seit 2005 solche Gebäude als „weitere Kirchen“ auf. Davon sind 15 Kirchen betroffen.
| Name                                       | Bild                                             | Stadtteil                          | Errichtung                   | Status                                  | Träger                                                             | Bemerkungen |
| ------------------------------------------ | ------------------------------------------------ | ---------------------------------- | ---------------------------- | --------------------------------------- | ------------------------------------------------------------------ | --- |
| St. Dionysius                              | St. Dionysius Walsum                             | Alt-Walsum                         | 1880–1883                    | Pfarrkirche                             | Pfarrei St. Dionysius                                              | Architekt: Heinrich Wiethase; seit 1985 unter Denkmalschutz |
| St. Ludgerus                               | St. Ludgerus Aldenrade                           | Aldenrade                          | 1960–1962                    | Filialkirche                            | Pfarrei St. Dionysius                                              | Gemeindezentrum mittlerweile abgerissen, die Kirche selbst steht ebenfalls zur Diskussion |
| Herz Jesu                                  | Herz Jesu Overbruch                              | Overbruch                          | 1954                         | Filialkirche                            | Pfarrei St. Dionysius                                              | |
| St. Juliana                                | St. Juliana Wehofen                              | Wehofen                            | 1963–1965                    | Filialkirche                            | Pfarrei St. Dionysius                                              | Architekt: Hel Haparta; seit 2008 unter Denkmalschutz |
| St. Elisabeth                              | St. Elisabeth Vierlinden                         | Vierlinden                         | 1950                         | Filialkirche                            | Pfarrei St. Dionysius                                              | seit 1998 unter Denkmalschutz |
| St. Josef                                  | St. Josef Aldenrade                              | Aldenrade                          | 1914–1915; nach 1945         | Filialkirche                            | Pfarrei St. Dionysius                                              | Architekt: Josef Franke; seit 1997 unter Denkmalschutz; Westfassade und Innenraum nach Kriegszerstörungen stark verändert wiederaufgebaut |
| St. Joseph                                 | St. Joseph Duisburg-Mitte (Dellviertel)          | Duisburg-Dellviertel               | 1871–1874, 1947–1950, 1954   | Pfarrkirche                             | Pfarrei Liebfrauen                                                 | Architekten: Heinrich Wiethase (1874), nach schwersten Kriegszerstörungen Wiederaufbau durch Dominikus Böhm (1950/1954) unter Einbeziehung erhaltener Teile; seit 2021 zusätzlich Sitz der Jugendkirche Tabgha; Denkmalschutz seit 1985 |
| Liebfrauen                                 | Liebfrauen Duisburg-Mitte (König-Heinrich-Platz) | Altstadt (am König-Heinrich-Platz) | 1958–1960                    | „weitere Kirche“; Oberkirche profaniert | Pfarrei Liebfrauen                                                 | Architekt: Toni Hermanns; ehemalige Pfarrkirche der Pfarrei Liebfrauen; Die Vorgängerkirche stand ursprünglich am Duisburger Burgplatz und war die römisch-katholische Kirche der alten Stadt Duisburg. Sie ist nun „weitere Kirche“ der Gemeinde St. Joseph, Sitz der Stiftung „Brennender Dornbusch“, geistlich-kulturelles Zentrum, Unterkirche weiterhin als Gottesdienstort der Innenstadtpfarre genutzt; Einrichtungsgegenstände aus der Vatikankirche der Weltausstellung Brüssel 1958; Denkmalschutz seit 2005 |
| Heilig-Kreuz-Kirche                        |                                                  | Neuenkamp                          | 1977                         | „weitere Kirche“                        | Pfarrei Liebfrauen                                                 | „weitere Kirche“ der Gemeinde St. Joseph, letzter Gottesdienst war im Juni 2017; Zukunft ungewiss |
| St. Clemens                                |                                                  | Kaßlerfeld                         | 1960–1961                    | abgerissen                              | Pfarrei Liebfrauen                                                 | Architekten: Emil Steffann und Nikolaus Rosiny; „weitere Kirche“ der Gemeinde St. Joseph, im Mai 2005 entwidmet, im Juni 2009 abgebrochen |
| Mutter vom Guten Rat genannt: Karmelkirche | Karmelkirche                                     | Duisburg-Innenhafen                | 1315/1961                    | Gemeindekirche (Personalgemeinde)       | Pfarrei Liebfrauen                                                 | Gemeindekirche der Karmelgemeinde Mutter vom guten Rat (Pfarrei Liebfrauen), ehemaliges Seitenschiff der 1942 zerstörten alten Liebfrauenkirche; Die Karmelgemeinde besitzt kein eigenes Territorium, sondern hat den Status einer Personalgemeinde; Denkmalschutz seit 1994 |
| St. Ludgerus                               | St. Ludger Neudorf                               | Neudorf                            | 1897–1898, 1951              | Gemeindekirche                          | Pfarrei Liebfrauen                                                 | Architekt: Wilhelm Blanke (1898), Wiederaufbau durch Walter Kremer (1951); Denkmalschutz seit 1985 |
| St. Elisabeth                              | St. Elisabeth Duissern                           | Duissern                           | 1948–1951                    | umgenutzt                               | Pfarrei Liebfrauen                                                 | war bis Sommer 2021 Filialkirche der Gemeinde St. Ludger; seitdem nur noch Gottesdienstort der freikirchlichen Christus-Gemeinde |
| Kapelle St. Martin                         |                                                  | Duissern-Werthacker                |                              | „weitere Kirche“                        | Pfarrei Liebfrauen                                                 | „weitere Kirche“ der Gemeinde St. Ludger; Sitz der Evangelischen Freikirche „Neue Generation“; Zukunft ungewiss |
| St. Gabriel                                | St. Gabriel Neudorf                              | Neudorf                            | 1911                         | Gemeindekirche                          | Pfarrei Liebfrauen                                                 | |
| St. Anna                                   | St. Anna Neudorf                                 | Neudorf                            | 1953–1955                    | „weitere Kirche“                        | Pfarrei Liebfrauen                                                 | Architekt: Rudolf Schwarz; unter Denkmalschutz seit 2006; „weitere Kirche“ der Gemeinde St. Gabriel; seit Februar 2007 geschlossen; soll künftig für besondere Gottesdienste, Konzerte usw. genutzt werden. Seit Ende Februar 2009 beherbergt die ehemalige Sakristei der St.-Anna-Kirche die Katholische Hochschulgemeinde am Duisburger Uni-Campus. |
| Christus König                             |                                                  | Hochfeld                           | 1953                         | Gemeindekirche                          | Pfarrei Liebfrauen                                                 | jugendpastorales Zentrum der Pfarrei Liebfrauen; Sitz der BDKJ-Stadtstelle; weitere Zukunft des Kirchengebäudes noch offen; seit 2019 unter Denkmalschutz |
| St. Bonifatius                             | St. Bonifatius Hochfeld                          | Hochfeld                           | 1911–1912                    | umgenutzt                               | Pfarrei Liebfrauen                                                 | Architekt: Maximilian Jagielski; seit 1985 unter Denkmalschutz; letzter Gemeindegottesdienst im März 2017; heute Sitz der Koptisch-orthodoxen Gemeinde |
| St. Peter                                  |                                                  | Hochfeld                           | 1970                         | „weitere Kirche“                        | Pfarrei Liebfrauen                                                 | „weitere Kirche“ der Gemeinde Christus König; seit November 2007 geschlossen; danach Umbau zum sozial-karitativen Zentrum der Pfarrei Liebfrauen, in der ehem. Werkstagskapelle nach wie vor Gottesdienste |
| St. Michael                                |                                                  | Wanheimerort                       | 1903                         | Gemeindekirche                          | Pfarrei Liebfrauen                                                 | Schließung in den kommenden Jahren geplant |
| St. Petrus Canisius                        | St. Petrus Canisius Wanheimerort                 | Wanheimerort                       | 1936                         | Filialkirche                            | Pfarrei Liebfrauen                                                 | Filialkirche der Gemeinde St. Michael |
| Abtei- und Propsteikirche St. Johann       | Abtei- und Propsteikirche St. Johann Hamborn     | Hamborn                            | vor 900                      | Pfarrkirche                             | Pfarrei St. Johann                                                 | Abteikirche des Prämonstratenser-Ordens; Denkmalschutz seit 1985 |
| St. Joseph                                 | St. Joseph Hamborn                               | Hamborn-Wittfeld                   | 1966–1968                    | Filialkirche                            | Pfarrei St. Johann                                                 | Filialkirche der Gemeinde St. Johann |
| St. Franziskus                             | St. Franziskus Ostacker                          | Beeck-Ostacker                     |                              | Filialkirche                            | Pfarrei St. Johann                                                 | Filialkirche der Gemeinde St. Johann; Schließung und Umnutzung der Kirche in den kommenden Jahren vorgesehen |
| St. Peter                                  | St. Peter Marxloh                                | Marxloh                            | 1909–1911                    | Filialkirche                            | Pfarrei St. Johann                                                 | Filialkirche der Gemeinde St. Johann; seit 1985 unter Denkmalschutz; bis 8. September 2015 Gemeindekirche der Gemeinde St. Peter und Paul |
| Liebfrauenkirche                           | Liebfrauen Bruckhausen                           | Bruckhausen                        | 1912–1915, 1989              | „weitere Kirche“                        | Pfarrei St. Johann                                                 | Architekt: Aloys Böll; Kirchenschiff 1989 bis auf wenige Reste abgerissen und Querschiff mit Chorraum zu neuer Kirche ausgebaut; „weitere Kirche“ von St. Johann; bis 2018 fanden weiter katholische Gottesdienste statt; vom 6. Mai 2006 bis zu ihrem Umzug in die Kirche St. Norbert in Duisburg-Obermarxloh am 10. November 2019 feierte die Russisch-Orthodoxe Kirchengemeinde zu Duisburg Gottesdienste in der Liebfrauenkirche; Denkmalschutz seit 1987                                                          |
| St. Konrad                                 | St. Konrad Fahrn                                 | Fahrn                              | 1953                         | profaniert und verkauft                 |                                                                    | Architekt: Emil Steffann; letzter Gottesdienst im Juni 2012; Orgel (mittlerweile in Herz-Jesu (Neumühl) aufgestellt) seit 1990 und Kirche seit 2009 unter Denkmalschutz; bis 8. September 2015 Filialkirche der Gemeinde St. Peter und Paul |
| St. Paul                                   | St. Paul Marxloh                                 | Marxloh                            | 1970, 1982                   | abgerissen                              |                                                                    | ehemals „weitere Kirche“ der Gemeinde St. Peter und Paul; am 6. Januar 2008 geschlossen; geplante Umnutzung scheiterte nach Vandalismusschäden; im November 2014 abgebrochen |
| Herz Jesu genannt: Schmidthorster Dom      | Schmidthorster Dom Herz Jesu                     | Neumühl-Schmidthorst               | 1912–1913                    | Gemeindekirche                          | Pfarrei St. Johann                                                 | Denkmalschutz seit 1985 (Orgel aus St. Konrad seit 1990) |
| St. Norbert                                | St. Norbert Obermarxloh                          | Obermarxloh                        | 1901–1903, nach 1945         | „weitere Kirche“                        | Pfarrei St. Johann                                                 | „weitere Kirche“ der Gemeinde St. Johann; seit 1985 unter Denkmalschutz; bis 8. September 2015 Pfarrkirche der Pfarrei St. Norbert, die dann mit der Pfarrei St. Johann zusammengeschlossen wurde; Zunächst sollen weiterhin Gottesdienste in St. Norbert stattfinden. |
| St. Martin                                 |                                                  | Neumühl                            | 1957                         | abgerissen                              |                                                                    | „weitere Kirche“ der Gemeinde Herz Jesu; am 6. Januar 2008 geschlossen, im Dezember 2012 abgebrochen (trotz 1998 eingetragenem Denkmalschutzes) |
| St. Hildegard                              | St. Hildegard Röttgersbach                       | Obermarxloh                        |                              | Gemeindekirche                          | Pfarrei St. Johann                                                 | |
| St. Georg                                  |                                                  | Fahrn                              | 1967                         | „weitere Kirche“                        |                                                                    | „weitere Kirche“ der Gemeinde St. Hildegard; am 6. Januar 2008 geschlossen; seit 2017 von den Pfadfindern genutzt; Denkmalschutz seit 2009 |
| St. Barbara                                | St. Barbara Röttgersbach                         | Röttgersbach                       | 1951/1952                    | „weitere Kirche“                        | Verein der Freunde und Förderer der kath. Kirche St. Barbara e. V. | St. Barbara war bis zum 8. September 2015 Gemeindekirche und erhielt seitdem keine Kirchensteuermittel mehr. Ab diesem Zeitpunkt wird die Kirche von einem Förderverein unterhalten und als Pilotprojekt mit bischöflicher Genehmigung fortgeführt. Die „Projektgemeinde St. Barbara Röttgersbach“ bleibt weiterhin Teil der Pfarrgemeinde St. Johann, wird jedoch keinen festen Pastor mehr erhalten und allein durch ehrenamtliches Engagement die Gemeindestrukturen bewahren.                                      |
| St. Michael                                | St. Michael in Meiderich                         | Meiderich                          |                              | Pfarrkirche                             | Pfarrei St. Michael                                                | Denkmalschutz seit 1987 |
| St. Matthias                               |                                                  | Meiderich-Berg                     | 1898, nach 1945              | abgerissen                              | Pfarrei St. Michael                                                | „weitere Kirche“ der Gemeinde St. Michael; 2014 abgebrochen |
| St. Laurentius                             | St. Laurentius Beeck                             | Beeck                              | 1904–1906                    | „weitere Kirche“                        | Architekt: Heinrich Jennen; Pfarrei St. Michael                    | Anfang 2020 als Gottesdienstort aufgegeben; Gottesdienste finden nun in der Evangelischen Kirche von Beeck statt, als Zeichen eines ökumenischen Miteinanders der christlichen Kirchen |
| St. Antonius                               | St. Antonius in Beeckerwerth                     | Beeckerwerth                       | 1925                         | „weitere Kirche“                        | Pfarrei St. Michael                                                | „weitere Kirche“ der Gemeinde St. Laurentius; 2006 geschlossen, aber nicht profaniert; künftig Nutzung für kulturelle Zwecke |
| Herz Jesu                                  |                                                  | Meiderich                          | 1915, 1954                   | „weitere Kirche“                        | Pfarrei St. Michael                                                | Ursprüngliche Kirche 1944 zerstört; Nachfolgebau von 1954; Seit 2021 ist neue Eigentümerin des Gebäudeensembles von Kirche und Gemeindeheim die syrisch-orthodoxe Familie Afrem-Barsom vom Kinder- und Jugendverein „Suryoye Ruhrgebiet e. V.“. |
| St. Maria Königin                          |                                                  | Obermeiderich-Ratingsee            | 1961                         | abgerissen                              | Pfarrei St. Michael                                                | 2007 als eine der ersten Kirchen im Bistum Essen aufgegeben und 2009 profaniert; seitdem Verfall des Gebäudes; der Abriss erfolgte im Sommer 2021 (der Turm steht noch) |
| Christus Unser Friede                      | Christus Unser Friede Obermeiderich-Hagenshof    | Obermeiderich-Hagenshof            |                              | Gemeindekirche                          | Pfarrei St. Michael                                                | Kirchengebäude, Gemeindezentrum und Wohnungen in einem Gebäude; freistehender Turm mit detailreichen Bildreliefs |
| St. Bernhard                               |                                                  | Obermeiderich                      |                              | Filialkirche                            | Pfarrei St. Michael                                                | Filialkirche der Gemeinde Christus Unser Friede; Schließung als Gottesdienstort ist in den kommenden Jahren vorgesehen |
| St. Maximilian                             | St. Maximilian in Ruhrort                        | Ruhrort                            | 1845–1847, 1867–1871         | Gemeindekirche                          | Pfarrei St. Michael                                                | Architekten: August Soller (1847), Heinrich Johann Freyse und Heinrich Wiethase (1871); Gemeindekirche von St. Maximilian und Ewaldi; Zukunft als Gottesdienstort noch nicht geklärt; Denkmalschutz seit 1985 |
| St. Ewaldi                                 | „Laarer Dom“ St. Ewaldi                          | Laar                               | 1897–1898, nach 1945         | Filialkirche                            | Pfarrei St. Michael                                                | Architekten: Richard Odenthal und Carl Rüdell; Filialkirche der Gemeinde St. Maximilian und Ewaldi; Einer der beiden Turmhelme wurde im Zweiten Weltkrieg zerstört und nicht wieder aufgebaut. |
| St. Judas Thaddäus                         |                                                  | Buchholz                           | 1908–1910                    | Pfarrkirche                             | Pfarrei St. Judas Thaddäus                                         | |
| Heilig Geist                               |                                                  | Buchholz                           |                              | abgerissen                              | Pfarrei St. Judas Thaddäus                                         | ehemals „weitere Kirche“; 1960 konsekriert, Profanierung am 9. Dezember 2009 verkündet; abgebrochen im Advent 2010. Das ehemalige Gemeindegebiet gehört zur Gemeinde St. Judas Thaddäus. |
| St. Nikolaus                               |                                                  | Buchholz                           | 1968                         | „weitere Kirche“                        | Caritas                                                            | nicht profaniert (entweiht); seit 2008 als Caritas-Zentrum Süd genutzt. Das ehemalige Gemeindegebiet gehört zur Gemeinde St. Judas Thaddäus. |
| St. Franziskus                             |                                                  | Großenbaum                         | 1909, 1950–1954              | Gemeindekirche                          | Pfarrei St. Judas Thaddäus                                         | soll in den nächsten Jahren schrittweise zu einer „Experimentellen Kirche“ mit neuen Formen kirchlichen Lebens werden |
| St. Hubertus                               | St. Hubertus Rahm                                | Rahm                               | 1923–1925                    | Filialkirche                            | Pfarrei St. Judas Thaddäus                                         | Architekt: Franz Schneider; Denkmalschutz seit 1985 |
| St. Peter und Paul                         | St. Peter und Paul Huckingen                     | Huckingen                          | 1877–1878, 1892–1893         | Gemeindekirche                          | Pfarrei St. Judas Thaddäus                                         | Architekt: Josef Schrey; Gemeindekirche von St. Peter und Paul; Denkmalschutz seit 1985 |
| St. Suitbert                               |                                                  | Wanheim                            | 1907, später stark verändert | Filialkirche                            | Pfarrei St. Judas Thaddäus                                         | Filialkirche der Gemeinde St. Peter und Paul; letzter Gottesdienst für November 2021 angekündigt; Verkauf an die Rumänisch-orthodoxe Gemeinde |
| St. Dionysius                              | St. Dionysius Mündelheim                         | Mündelheim                         | 1221                         | Gemeindekirche                          | Pfarrei St. Judas Thaddäus                                         | Romanische Säulenbasilika, älteste erhaltene Kirche in Duisburg; Denkmalschutz seit 1985 |
| Herz Jesu                                  | Herz-Jesu-Kirche in Serm                         | Mündelheim-Serm                    | 1927                         | Filialkirche                            | Pfarrei St. Judas Thaddäus                                         | Filialkirche der Gemeinde St. Dionysius; künftig wird die Kirche von einem Förderverein getragen und zusätzlichen Nutzungsformen zugeführt; Gottesdienste sollen aber weiterhin stattfinden |
| St. Stephanus                              |                                                  | Ungelsheim                         | 1957–1958                    | Gemeindekirche                          | Pfarrei St. Judas Thaddäus                                         | Architekt: Wilhelm Seidensticker. Schließung der Kirche bis 2025 geplant. |
| St. Mariä Himmelfahrt                      |                                                  | Hüttenheim                         | 1958                         | „weitere Kirche“                        | Pfarrei St. Judas Thaddäus                                         | „weitere Kirche“ der Gemeinde St. Stephanus; Zukunft ungewiss (nicht profaniert); unter Denkmalschutz seit 2007; Verkauf und Umbau sind vorgesehen |
| St. Joseph                                 | St. Joseph Wedau                                 | Wedau                              | 1962                         | „weitere Kirche“                        | Pfarrei St. Judas Thaddäus                                         | Nach dem letzten Gottesdienst am 26. September 2021 profaniert. Die Kirche wird abgerissen und macht neuer Wohnbebauung Platz |
| St. Raphael                                | St. Raphael Bissingheim                          | Bissingheim                        | 1933                         | Filialkirche                            | Pfarrei St. Judas Thaddäus                                         | bislang Filialkirche der Gemeinde St. Joseph; Schließung bis 2030 vorgesehen |
| St. Johannes Baptist                       | St. Johannes Baptist Homberg                     | Homberg                            | 1872                         | Pfarrkirche                             | Pfarrei St. Johannes Baptist                                       | Denkmalschutz seit 2011 |
| St. Peter                                  |                                                  | Homberg                            | 1976–1977                    | Pfarrkirche                             | Pfarrei St. Peter                                                  | Errichtet als Einheit von Kirche und Gemeindezentrum |
| Liebfrauen                                 | Liebfrauenkirche Hochheide                       | Homberg-Hochheide                  |                              | Pfarrkirche                             | Pfarrei Liebfrauen                                                 | Denkmalschutz seit 2006; Architekt: Heinz Bley |
| Christus König                             | Christus König Bergheim                          | Rheinhausen                        | 1928–1929                    | Pfarrkirche                             | Pfarrei St. Peter                                                  | Pfarrkirche der Pfarrei St. Peter; Architekt: Heinz Bley |
| St. Ludger                                 |                                                  | Rheinhausen                        | 1970–1973                    | profaniert                              | Pfarrei St. Peter                                                  | Die Notkirche von 1924 wurde nach dem Bau der neuen Kirche zum Pfarrheim; 2010 als Sakralbau aufgegeben; Abriss zugunsten einer Wohnbebauung beschlossen |
| St. Peter                                  | St. Peter Rheinhausen                            | Rheinhausen                        | 1915                         | Filialkirche                            | Pfarrei St. Peter                                                  | Filialkirche der Pfarrei St. Peter |
| St. Barbara                                | St. Barbara Hochemmerich                         | Rheinhausen                        | 1960–1961; Turm 1990 ergänzt | profaniert                              | Pfarrei St. Barbara                                                | Architekt: Toni Hermanns; 2011 als Kirche aufgegeben, die Orgel ging nach St. Marien, DU-Rumeln; unter Denkmalschutz seit 2013 (außer Turm) |
| St. Joseph                                 | St. Joseph Friemersheim                          | Friemersheim                       | 1907, 1914 (Turm), 1948      | Pfarrkirche                             | Pfarrei St. Joseph                                                 | Architekt: Alfred Tepe. Nach dem 2. Weltkrieg aufgrund schwerster Kriegsschäden stark verändert wiederaufgebaut; Denkmalschutz seit 1996 |
| St. Laurentius                             | St. Laurentius Friemersheim                      | Friemersheim                       | 1931                         | Profaniert                              | Pfarrei St. Joseph                                                 | 2008 als Kirche aufgegeben; dient seit 2013 als Kunstmuseum; Denkmalschutz seit 1996 |
| St. Marien                                 |                                                  | Schwarzenberg                      | 1958                         | Pfarrkirche                             | Pfarrei St. Marien                                                 | schwere Bauschäden führten im Sommer 2021 zum Beschluss des baldigen Abrisses, der Turm soll aber erhalten bleiben und ein neuer (kleiner) Gottesdienstraum im Gemeindezentrum entstehen |
| St. Klara                                  | St. Klara Kaldenhausen                           | Kaldenhausen                       | 1912                         | Pfarrkirche                             | Pfarrei St. Klara                                                  | |
| St. Marien                                 | St. Marien Rumeln                                | Rumeln                             | 1966–1968                    | Pfarrkirche                             | Pfarrei St. Marien                                                 | |
| St. Lucia                                  | St. Lucia Baerl                                  | Baerl                              | 1976                         | Filialkirche / Kapellengemeinde         | Pfarrei St. Martinus                                               | Filialkirche der Pfarrei St. Martinus Moers; 193 entstand die erste Kapelle für Gottesdienste; heutiges Gebäude vereint Kirche und Gemeinderäume unter einem Dach |

## Evangelische Kirche im Rheinland
Kirchenkreis Duisburg
| Name                                                  | Bild                               | Stadtteil           | Errichtung      | Träger                                                  | Bemerkungen |
| ----------------------------------------------------- | ---------------------------------- | ------------------- | --------------- | ------------------------------------------------------- | --- |
| Salvatorkirche                                        | Salvatorkirche Duisburg-Altstadt   | Altstadt            | 1316            | Evangelische Kirchengemeinde Alt-Duisburg               | ursprünglich Deutschordenskirche; Denkmalschutz seit 1985 |
| Marienkirche                                          | Marienkirche Duisburg-Altstadt     | Altstadt            | 1797–1802       | Evangelische Kirchengemeinde Alt-Duisburg               | erste Kirche um 1150, ursprünglich Johanniterkirche; Denkmalschutz seit 1985 |
| Lutherkirche                                          | Lutherkirche Duissern              | Duissern            | 1895            | Evangelische Kirchengemeinde Alt-Duisburg               | Architekt: Otto March |
| Auferstehungskirche                                   |                                    | Ungelsheim          | 1959            | Evangelische Auferstehungsgemeinde Duisburg-Süd         | |
| Evangelische Kirche Huckingen                         | 1953                               | Huckingen           |                 | Evangelische Auferstehungsgemeinde Duisburg-Süd         | |
| Gemeindezentrum Hüttenheim                            |                                    | Hüttenheim          | 1927/28         | ehemals Evangelische Auferstehungsgemeinde Duisburg-Süd | 2003/04 verkauft |
| Emmaushaus                                            | Emmaushaus Mündelheim              | Mündelheim          | 1983            | Evangelische Auferstehungsgemeinde Duisburg-Süd         | 2009 verkauft |
| Kreuzeskirche                                         | Kreuzeskirche Marxloh              | Marxloh             | 1906            | Evangelische Bonhoeffergemeinde Marxloh–Obermarxloh     | seit 1985 unter Denkmalschutz |
| Lutherkirche                                          | Lutherkirche Obermarxloh           | Röttgersbach        | 1913            | Evangelische Bonhoeffergemeinde Marxloh–Obermarxloh     | seit 2012 unter Denkmalschutz |
| Gemeindehaus Am Böllert                               |                                    | Rahm                | 1912            | Evangelische Kirchengemeinde Großenbaum–Rahm            | |
| Versöhnungskirche                                     | Kreuzeskirche Marxloh              | Großenbaum          | 1963–1965       | Evangelische Kirchengemeinde Großenbaum–Rahm            | Architekt: Dieter Oesterlen; Denkmalschutz seit 2015 |
| Friedenskirche                                        | Friedenskirche Hamborn             | Hamborn             | 1895–1897       | Evangelische Kirchengemeinde Hamborn                    | Architekt: Karl Doflein; seit 1985 unter Denkmalschutz |
| Pauluskirche                                          | Pauluskirche Hochfeld              | Hochfeld            | 1875/76         | Evangelische Gemeinde Duisburg-Hochfeld                 | Denkmalschutz seit 1994 |
| Evangelische Kirche Meiderich                         | Evangelische Kirche Meiderich      | Meiderich           | Frühmittelalter | Evangelische Kirchengemeinde Meiderich                  | Denkmalschutz seit 1985 |
| Evangelische Kirche und Gemeindezentrum Metzer Straße | Evangelische Kirche Untermeiderich | Untermeiderich      |                 | Evangelische Kirchengemeinde Meiderich                  | Baudenkmal, seit 2018 entwidmet |
| Evangelisches Gemeindehaus Neudorf-Ost                |                                    | Neudorf             |                 | Evangelische Kirchengemeinde Neudorf-Ost                | |
| Christuskirche                                        | Christuskirche Neudorf             | Neudorf             | 1905–1908       | Evangelische Kirchengemeinde Neudorf-West               | Architekt: Friedrich Ratzel; Denkmalschutz seit 2013, 2014 geschlossen, 2019 entwidmet |
| Gnadenkirche                                          | Gnadenkirche Neumühl               | Neumühl             | 1911            | Evangelische Kirchengemeinde Neumühl                    | Denkmalschutz seit 1998 |
| Evangelische Kirche Obermeiderich                     |                                    | Obermeiderich       | 1961            | Evangelische Kirchengemeinde Obermeiderich              | Eindrücke von unserer Kirche |
| Evangelische Kirche Beeck                             | Evangelische Kirche Beeck          | Beeck               | 15. Jahrhundert | Evangelische Kirchengemeinde Ruhrort–Beeck              | Denkmalschutz seit 1985 |
| Evangelische Kirche Laar                              |                                    | Laar                | 1907            | Evangelische Kirchengemeinde Ruhrort–Beeck              | 2014 entwidmet, 2019 verkauft, Umbau für Kulturveranstaltungen geplant |
| Markuskirche                                          |                                    | Meiderich-Ostacker  |                 | Evangelische Kirchengemeinde Ruhrort–Beeck              | |
| Jesus-Christus-Kirche                                 |                                    | Buchholz            | 1964            | Evangelische Kirchengemeinde Trinitatis                 | Architekt: Fritz Kreidt. Umbau 2010 und 2018 durch das Architektenbüro Kastner/Pichler. Für die erste Umbauphase erhielt die Jesus-Christus-Kirche im Jahr 2012 den 1. Architekturpreis der Evangelischen Kirche im Rheinland für Kirchenrenovierungen. 2015 wurde die umgebaute Kirche in den „Atlas of European Architecture“ aufgenommen. |
| Kirche Am See                                         |                                    | Wedau               | 1924            | Evangelische Kirchengemeinde Trinitatis                 | Erster Umbau 1962; zweiter Umbau 2005 durch die soan-Architekten Gido Hülsmann und Dirk Boländer. |
| Evangelische Kirche Bissingheim                       | Evangelische Kirche Bissingheim    | Bissingheim         | 1935            | Pflegedienst Medimobil GmbH Krefeld                     | Denkmalschutz seit 1999 (äußere Erscheinung), 2001 außer Dienst, 2014 verkauft |
| Evangelische Kirche Wanheim                           |                                    | Wanheim-Angerhausen | 1902–1903       | Evangelische Kirchengemeinde Wanheim                    | Architekt: Heinrich Heidsiek; Denkmalschutz seit 1985 |
| Gnadenkirche                                          |                                    | Wanheimerort        | 1909            | Evangelische Kirchengemeinde Wanheimerort               | Jüdisches Gemeindezentrum / Synagoge |

Kirchenkreis Moers
| Name                                        | Bild                                 | Stadtteil                | Errichtung      | Träger                                           | Bemerkungen                                       |
| ------------------------------------------- | ------------------------------------ | ------------------------ | --------------- | ------------------------------------------------ | ------------------------------------------------- |
| Evangelische Dorfkirche                     | Evangelische Dorfkirche Baerl        | Baerl                    | 12. Jahrhundert | Evangelische Kirchengemeinde Baerl               | Denkmalschutz seit 1985                           |
| Evangelische Dorfkirche Friemersheim        | Evangelische Dorfkirche Friemersheim | Friemersheim             | 1907            | Emmauskirchengemeinde                            | Denkmalschutz seit 1985                           |
| Clarenbach-Haus                             | Clarenbach-Haus Friemersheim         | Friemersheim             |                 | Emmauskirchengemeinde                            |                                                   |
| Kreuzkirche                                 | Kreuzkirche Friemersheim             | Friemersheim             | 1964            | Emmauskirchengemeinde                            |                                                   |
| Evangelische Kirche Hochheide               | Evangelische Kirche Hochheide        | Hochheide                | 1898            | Evangelische Kirchengemeinde Essenberg-Hochheide | Denkmalschutz seit 1997                           |
| Evangelische Kirche Homberg („Rheinkirche“) |                                      | Homberg                  |                 | Evangelische Kirchengemeinde Homberg             | außer Dienst; Denkmalschutz seit 1985             |
| Christuskirche                              | Christuskirche Hochemmerich          | Rheinhausen-Hochemmerich | 15. Jahrhundert | Emmauskirchengemeinde                            | Denkmalschutz seit 1985, Entwidmung November 2019 |
| Erlöserkirche                               |                                      | Rheinhausen              | 1962            | Emmauskirchengemeinde                            |                                                   |
| Friedenskirche                              | Friedenskirche Bergheim              | Rheinhausen              | 1929            | Emmauskirchengemeinde                            | Denkmalschutz seit 2016                           |
| Kirche an der Friedhofallee                 |                                      | Rumeln-Kaldenhausen      | 1934            | Emmauskirchengemeinde                            |                                                   |
| Kirche an der Ulmenstraße                   |                                      | Rumeln-Kaldenhausen      | 1965            | Emmauskirchengemeinde                            |                                                   |

Kirchenkreis Dinslaken
| Name                               | Bild                               | Stadtteil  | Errichtung | Träger                                         | Bemerkungen             |
| ---------------------------------- | ---------------------------------- | ---------- | ---------- | ---------------------------------------------- | ----------------------- |
| Evangelische Kirche Aldenrade      | Evangelische Kirche Aldenrade      | Aldenrade  |            | Evangelische Kirchengemeinde Walsum-Aldenrade  | Denkmalschutz seit 1997 |
| Kirche und Gemeindezentrum Wehofen | Kirche und Gemeindezentrum Wehofen | Wehofen    | 1902       | Evangelische Kirchengemeinde Walsum-Aldenrade  | Denkmalschutz seit 2009 |
| Johanneskirche                     |                                    | Vierlinden |            | Evangelische Kirchengemeinde Walsum-Vierlinden |                         |

## Selbständige Evangelisch-Lutherische Kirche
| Abbildung | Name                       | Stadtteil, Ortsteil, Straße und Lage | Bauzeit | Bemerkungen, Internetseite                                         |  |
| --------- | -------------------------- | ------------------------------------ | ------- | ------------------------------------------------------------------ |  |
|           | Auferstehungskirche (SELK) | Duisburg-Mitte Mainstraße 15         |         | Gehört zur Kirchengemeinde Essen, Duisburg und Oberhausen der SELK |  |

## Apostolische Kirchen
| Abbildung | Name                  | Stadtteil, Ortsteil, Straße und Lage | Bauzeit | Bemerkungen, Internetseite |  |
| --------- | --------------------- | ------------------------------------ | ------- | --- |  |
|           | Apostolische Gemeinde | Beeck Flottenstraße 50               | 1965    | Das Gebäude wurde als Kirche im Frühjahr 2016 aufgegeben und 2017 an einen türkischen Verein verkauft. Die Gemeinde ist umgezogen nach Duisburg-Hochheide |  |
|           | Apostolische Gemeinde | Hamborn Sterkrader Straße 82         | 1969    | |  |
|           | Apostolische Gemeinde | Hochheide Lindenstraße 47            |         | ehemalige neuapostolische Kirche angemietet. Die ehemalige Gemeinde DU-Beeck hat hier ihre neuen Räumlichkeiten.                                          |  |
|           | Apostolische Gemeinde | Wanheimerort Eberstraße 13–15        |         | umgebauter ehemaliger Supermarkt, Gemeinde 2013 geschlossen                                                                                               |  |
|           | Apostolische Gemeinde | Walsum Schulstraße 46                |         | die Gemeinde wurde Ende 2018 geschlossen |  |

Die 2024 noch bestehenden 6 Gemeinden der Neuapostolischen Kirche in Duisburg gehören zum Bezirk Ruhr-West der Gebietskirche Westdeutschland.
| Abbildung | Name                   | Stadtteil, Ortsteil, Straße und Lage        | Bauzeit | Bemerkungen, Internetseite |
| --------- | ---------------------- | ------------------------------------------- | ------- | --- |
|           | Neuapostolische Kirche | Beeck Möhlenkampstraße 3                    | 1964    | Die Kirche wurde am 29. November 2009 geschlossen und später an den Moscheeverein Trabzonlular Dernegi verkauft. |
|           | Neuapostolische Kirche | Buchholz Sittardsberger Allee 252           | 1954    | Die Gemeinden Duisburg-Buchholz, Duisburg-Mitte und Duisburg-Wanheim wurden am 10.11.2024 zur neu gegründeten Gemeinde Duisburg-Zentrum (Tiergartenstraße 55, 47053 Duisburg) zusammengelegt. Das Kirchengebäude der Gemeinde Duisburg-Buchholz wurde am 6.11.2024 durch Bischof Manfred Bruns profaniert, sodass an diesem Standort keine Gottesdienste mehr stattfinden. |
|           | Neuapostolische Kirche | Fahrn Im Eickelkamp 10                      | 1977–78 | |
|           | Neuapostolische Kirche | Homberg Lindenstraße 47                     | 1980    | Die neuapostolische Gemeinde wurde hier im Februar 2011 aufgegeben. Das Gebäude ist an die Apostolische Gemeinschaft (Freikirche) vermietet. |
|           | Neuapostolische Kirche | Meiderich Reinholdstraße 71                 | 1964    | Am 9. September 1998 wurden die Gemeinden Duisburg-Obermeiderich und Duisburg-Meiderich-Mitte zusammengeführt. Am 31. Dezember 2010 wurde die Gemeinde entwidmet. |
|           | Neuapostolische Kirche | Duisburg Tiergartenstraße 55                | 1950    | Eberhard-Friedrich-Walcker-Orgel von 1950. Die Gemeinde wurde am 10. November 2024 mit Du-Buchholz, -Meiderich und -Wanheim zur Gemeinde Duisburg-Zentrum am Standort fusioniert. Die Kirche wird bis 2025 umgebaut, die Gemeinde versammelt sich bis dahin in der Gemeinde Wanheim                                                                                        |
|           | Neuapostolische Kirche | Mündelheim Am Seltenreich 52                | 1996    | Die Gemeinde wurde am 1. Januar 1982 gegründet und am 8. Oktober 2015 aufgegeben. |
|           | Neuapostolische Kirche | Neudorf Schumannstraße 8                    | 1987    | Am 20. März 2014 wurde die Gemeinde mit Duisburg-Mitte fusioniert. |
|           | Neuapostolische Kirche | Neumühl Barbarastraße 95                    | 1925    | Die Gemeinde wurde am 25. Juni 2023 aufgegeben und profaniert. Die Mitglieder gehören nun zur Gemeinde Duisburg-Nord |
|           | Neuapostolische Kirche | Rheinhausen Gerhart-Hauptmann-Str. 25a      | 1928    | Die Gemeinde heißt seit dem 22. September 2010 (Fusion mit der Gemeinde DU-Rumeln-Kaldenhausen) Duisburg-West. |
|           | Neuapostolische Kirche | Ruhrort Am Hagenbeckshof 2                  | 1930    | Der letzte Gottesdienst fand in dieser Gemeinde am 24. September 2017 statt. |
|           | Neuapostolische Kirche | Rumeln-Kaldenhausen Friemersheimer Straße 1 | 1978    | In der Gemeinde wurde am 22. September 2010 der letzte Gottesdienst gefeiert. Die Gemeinde fusioniert mit Duisburg-Rheinhausen unter dem neuen Namen Duisburg-West. |
|           | Neuapostolische Kirche | Ungelsheim Osteroder Straße 20a             | 1972    | 2016 abgerissen. Das Grundstück wurde verkauft und ist für Wohnbebauung vorgesehen |
|           | Neuapostolische Kirche | Walsum Friedrich-Ebert-Straße 276           | 1952    | Die Gemeinde wurde im Juni 2023 in Duisburg-Nord umbenannt. |
|           | Neuapostolische Kirche | Wanheim-Angerhausen Steinbrinkstraße 131    | 1975    | Das Gebäude dient 2024–25 der Gemeinde Duisburg-Mitte wegen dortiger Renovierung als Gottesdienststätte, eine eigenständige Gemeinde Wanheim gibt es seit der Fusion mit Duisburg-Mitte am 10. November 2024 nicht mehr. |

## Synagogen
| Name                | Bild | Stadtteil      | Errichtung | Träger | Bemerkungen                                                                          |
| ------------------- | ---- | -------------- | ---------- | --- | ------------------------------------------------------------------------------------ |
| Duisburger Synagoge |      | Duisburg-Mitte | II/1999    | Jüdische Gemeinde Duisburg-Mülheim/Ruhr-Oberhausen, Stadt Duisburg, Stadt Mülheim an der Ruhr und Stadt Oberhausen | Gemeindezentrum und Synagoge der Jüdischen Gemeinde Duisburg-Mülheim/Ruhr-Oberhausen |

## Moscheen
| Name                      | Bild | Stadtteil        | Errichtung | Träger | Bemerkungen                           |
| ------------------------- | ---- | ---------------- | ---------- | ------ | ------------------------------------- |
| Duisburger Merkez-Moschee |      | Duisburg-Marxloh | 2006–2008  | DITIB  | Zentralmoschee der DITIB für Duisburg |